# Ciudad Díaz Ordaz
Ciudad Díaz Ordaz är en ort i Mexiko.   Den ligger i kommunen Gustavo Díaz Ordaz och delstaten Tamaulipas, i den nordöstra delen av landet, 800 km norr om huvudstaden Mexico City. Ciudad Díaz Ordaz ligger 45 meter över havet och antalet invånare är 12 698.
Terrängen runt Ciudad Díaz Ordaz är platt. Runt Ciudad Díaz Ordaz är det ganska glesbefolkat, med 30 invånare per kvadratkilometer. Ciudad Díaz Ordaz är det största samhället i trakten. Trakten runt Ciudad Díaz Ordaz består till största delen av jordbruksmark.